# Miglior marcatore di massima divisione dell'anno IFFHS

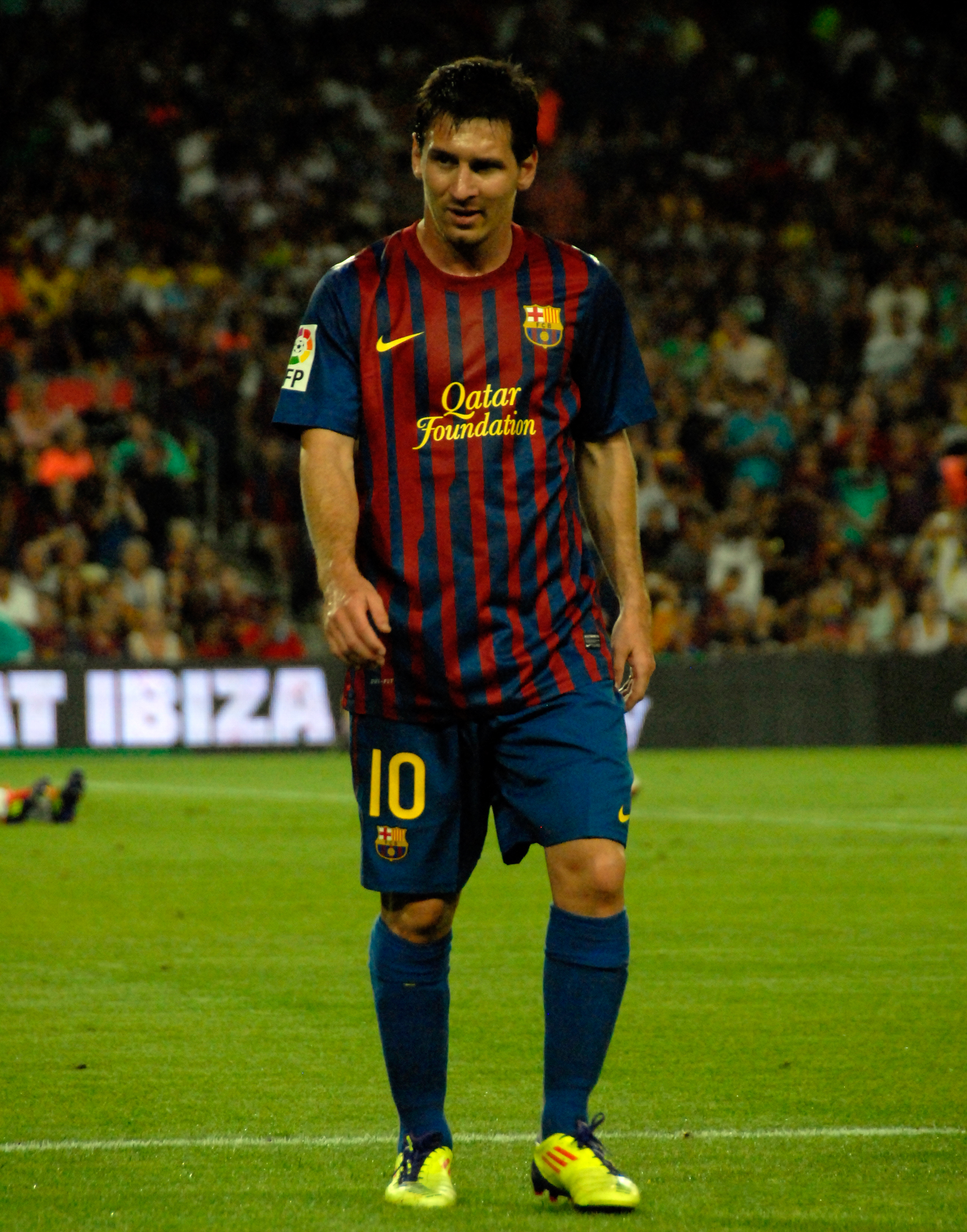
Lionel Messi, maggior vincitore del riconoscimento maschile con quattro successi

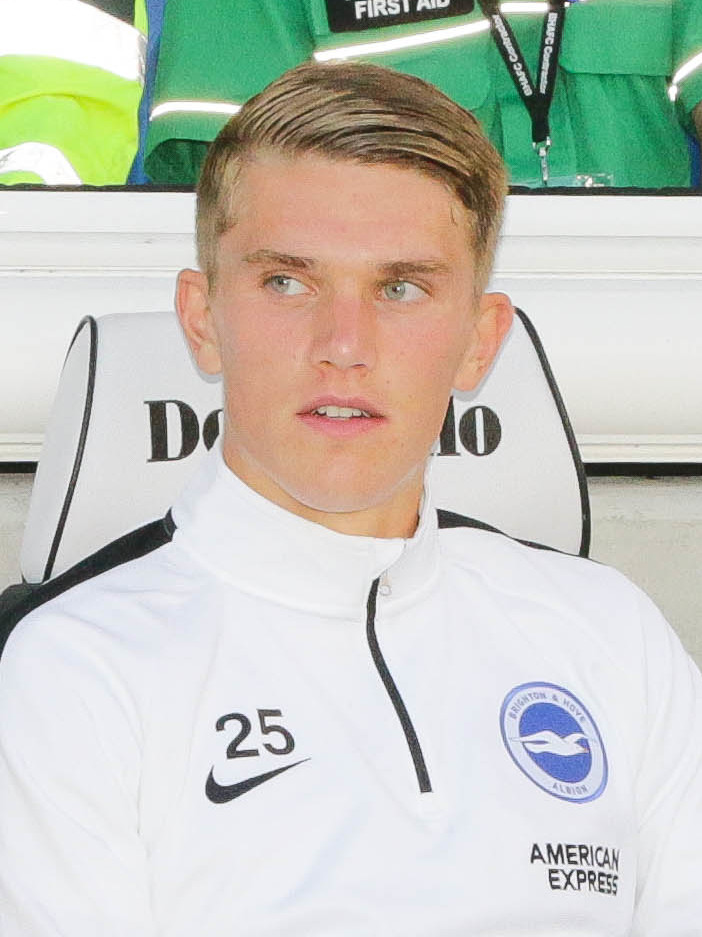
Viktor Gyökeres, detentore del riconoscimento maschile

Il Miglior marcatore di massima divisione dell'anno IFFHS (in inglese IFFHS World's Best Top Division Goal Scorer) è un premio calcistico assegnato dall'IFFHS ogni anno solare al calciatore che ha messo a segno il maggior numero di gol in campionato in una stagione, considerando le prime 60 massime divisioni mondiali (come ordinate annualmente dall'IFFHS). Dal 2020 l'IFFHS prende in considerazione l'anno solare e non più la stagione calcistica.
Il maggior vincitore del premio è l'argentino Lionel Messi, con quattro affermazioni, seguito dall'uruguaiano Luis Suárez e dal portoghese Cristiano Ronaldo, con tre vittorie ciascuno, e dal brasiliano Mário Jardel, con due successi.

## Calcio maschile

### Albo d'oro
N.B.: dal 2020 l'IFFHS prende in considerazione l'anno solare e non più la stagione calcistica.
| Anno | Giocatore                     | Club                    | Reti |
| ---- | ----------------------------- | ----------------------- | ---- |
| 1997 | Hakan Şükür                   | Galatasaray             | 38   |
| 1998 | Iván Kaviedes                 | Emelec                  | 43   |
| 1999 | Mário Jardel                  | Porto                   | 36   |
| 2000 | Mário Jardel                  | Porto                   | 38   |
| 2001 | José Alfredo Castillo         | Oriente Petrolero       | 42   |
| 2002 | Joaquín Botero                | Bolívar                 | 49   |
| 2003 | José Cardozo                  | Toluca                  | 50   |
| 2004 | Patricio Galaz                | Cobreloa                | 42   |
| 2005 | Araújo                        | Gamba Osaka             | 33   |
| 2006 | Klaas-Jan Huntelaar           | Ajax                    | 33   |
| 2007 | Afonso Alves                  | Heerenveen              | 34   |
| 2008 | Lucas Barrios                 | Colo-Colo               | 37   |
| 2009 | Marc Janko                    | Salisburgo              | 39   |
| 2010 | Luis Suárez                   | Ajax                    | 35   |
| 2011 | Aleksandrs Čekulajevs         | Trans Narva             | 46   |
| 2012 | Lionel Messi                  | Barcellona              | 50   |
| 2013 | Lionel Messi                  | Barcellona              | 46   |
| 2014 | Cristiano Ronaldo Luis Suárez | Real Madrid Liverpool   | 31   |
| 2015 | Cristiano Ronaldo             | Real Madrid             | 48   |
| 2016 | Luis Suárez                   | Barcellona              | 40   |
| 2017 | Lionel Messi                  | Barcellona              | 37   |
| 2018 | Lionel Messi Jonas            | Barcellona Benfica      | 34   |
| 2019 | Baghdad Bounedjah             | Al-Sadd                 | 39   |
| 2020 | Cristiano Ronaldo             | Juventus                | 33   |
| 2021 | Robert Lewandowski            | Bayern Monaco           | 43   |
| 2022 | Germán Cano                   | Fluminense              | 33   |
| 2023 | Harry Kane                    | Tottenham Bayern Monaco | 38   |
| 2024 | Viktor Gyökeres               | Sporting Lisbona        | 36   |

### Marcatore di massima divisione più efficace dell'anno IFFHS
Di seguito la classifica dei marcatori di massima divisione più efficaci, considerando la media gol per partite giocate.
| Anno | Giocatore               | Club              |
| ---- | ----------------------- | ----------------- |
| 1997 | Hakan Şükür             | Galatasaray       |
| 1998 | Masashi Nakayama        | Júbilo Iwata      |
| 1999 | Mário Jardel            | Porto             |
| 2000 | Hamzah Idris            | Al-Ittihad        |
| 2001 | Romário                 | Vasco da Gama     |
| 2002 | Mário Jardel            | Sporting Lisbona  |
| 2003 | José Cardozo            | Toluca            |
| 2004 | Shuhrat Mirkholdirshoev | Navbahor Namangan |

## Calcio femminile

### Albo d'oro
| Anno | Giocatrice       | Club         | Reti |
| ---- | ---------------- | ------------ | ---- |
| 2021 | Lucie Martínková | Sparta Praga | 38   |
| 2022 | Mia Fishel       | Tigres UANL  | 33   |
| 2023 | Charlyn Corral   | Pachuca      | 34   |
| 2024 | Charlyn Corral   | Pachuca      | 42   |